# Friedrich Täubrich
Friedrich Täubrich (* 14. August 1920 in Plau; † 21. November 1993 ebenda) war ein deutscher Veterinärmediziner und Politiker (CDU).
Während des Zweiten Weltkriegs war Täubrich als Militärpilot tätig, nach dem Ende des Kriegs war er Stallknecht und Gespannführer auf einem Bauernhof. In Hamburg erlernte er den Beruf des Maurers, später auch den des Bootsbauers. Zwei Jahre später folgte ein Studium in Wirtschaftswissenschaften an der Humboldt-Universität Berlin sowie der Veterinärmedizin an der Freien Universität Berlin, wo er 1957 promoviert wurde. Daraufhin war er dreißig Jahre lang an der Entwicklung von Maschinen zur Herstellung von Lebensmitteln beteiligt. Diese Aufgabe betrieb er dann auch mit Studenten.
Täubrich zog zeit seines Lebens mehrmals um, er lebte in West-Berlin, im Großraum Stuttgart und in der Nähe von Hamburg. Nach der Wende kehrte er in seinen Geburtsort zurück. Bei der ersten Landtagswahl in Mecklenburg-Vorpommern trat er im Wahlkreis Parchim – Lübz als Direktkandidat für die CDU an und konnte sich mit 48,8 % der Stimmen durchsetzen. Er eröffnete die erste Landtagssitzung als Alterspräsident und gehörte dem Parlament bis zu seinem Tode an. Nachrücker im Landtag wurde Heinz Fuhrmann.

## Werke
- Die bakteriell bedingten Reinheitsgrade und das antibakterielle Prinzip in der Scheide des gesunden Rindes. Berlin 1957 (Berlin, F. U., Vet.-med. F., Diss. v. 20. Febr. 1957)